# 関西空港指令所
関西空港指令所（かんさいくうこうしれいじょ）は、大阪府泉佐野市の関西国際空港内にある西日本旅客鉄道（JR西日本）の運転指令所である。呼称名は関空指令。

## 概要
同社の近畿統括本部近畿総合指令所が管轄し、関西空港線全線を管理する。なお、保安上の理由により詳細な住所は非公開となっている。
組織は、近畿エリアの管轄線区の運行管理を担う近畿総合指令所や各支社指令のほか、同線を共同使用する南海電気鉄道（南海）運行指令の窓口である本社指令および、JR他社指令による。

## 管理線区
- 関西空港線：全線（日根野駅構内を除く）

### 入換駅
通常は当所の管理下だが、電車の入換などの場合は駅側で制御する駅は以下のとおり。
- 関西空港駅 - 駅扱いテコによる構内入換・連結誘導を実施。

## 歴史
- 1994年（平成6年）6月 - 関西空港線開業に伴い開設。

## その他
関西国際空港連絡橋に風速計が設置されており、規制値を超えるとりんくうタウン駅 - 関西空港駅の列車の運行はJR・南海とも休止し、道路橋部分が使用可能な場合はバスによる代行輸送が行われるが、この決定を当所が担っている。
空港連絡を担う路線を管轄しているため、関西国際空港を発着する航空機のフライト状況やリムジンバス運行状況も把握している。